# Уист (Шпрее)

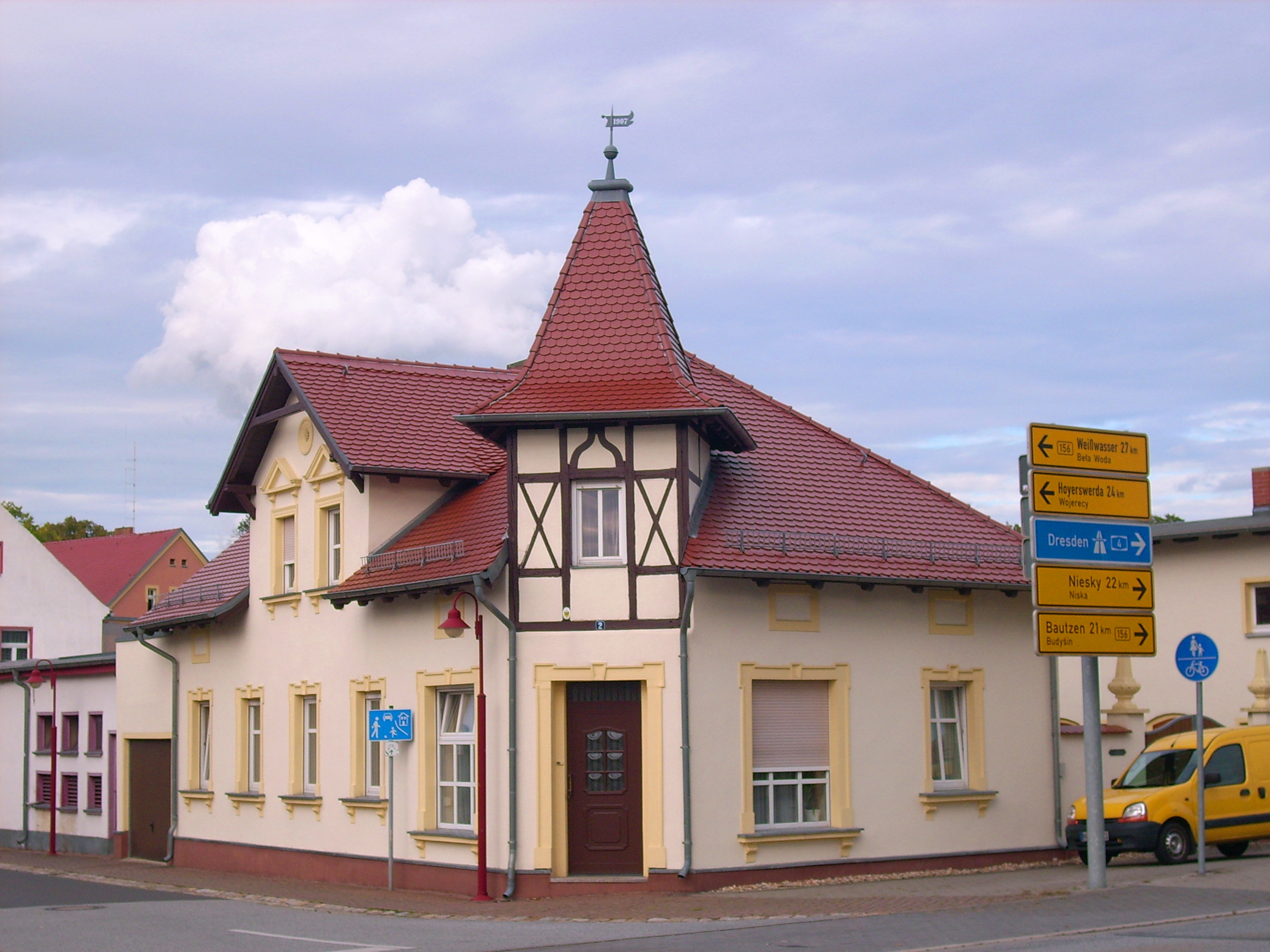

Ухист (нем. Uhyst, в.-луж. Delni Wujězd) — посёлок в Германии, в земле Саксония. Подчинён административному округу Дрезден. Входит в состав коммуны Боксберг района Гёрлиц.
Занимает площадь 43,67 км².
Находится на восточной окраине Минакальской пустоши.
Община подразделяется на 3 сельских округа.
В настоящее время деревня входит в состав культурно-территориальной автономии «Лужицкая поселенческая область», на территории которой действуют законодательные акты земель Саксонии и Бранденбурга, содействующие сохранению лужицких языков и культуры лужичан.

## Население
Население 1 141 человек.
Официальным языком в населённом пункте, помимо немецкого, является также верхнелужицкий язык.
Согласно статистическому сочинению «Dodawki k statisticy a etnografiji łužickich Serbow» Арношта Муки в 1884 году в деревне проживало 460 человек (из них — 385 серболужичан (84 %)).
Лужицкий демограф Арношт Черник в своём сочинении «Die Entwicklung der sorbischen Bevölkerung» указывает, что в 1956 году при общей численности в 914 человек серболужицкое население деревни составляло 45,1 % (из них верхнелужицким языком владело 300 взрослых и 112 несовершеннолетних).